# Gewichtheffen op de Paralympische Zomerspelen 1964
De IIe Paralympische Spelen werden in 1964 gehouden in Tokio, Japan. Gewichtheffen stond voor de eerste keer op het programma. En was daarmee 1 van de negen sporten tijdens deze spelen. Voor Nederland en België deden er geen gewichtheffers mee.

## Evenementen
Er stonden vier evenementen op het programma voor de Mannen.
- Vedergewicht
- Lichtgewicht
- Middengewicht
- Zwaarwegewicht

## Mannen
| Klasse        | gewicht | land | Goud        | land | Zilver       | land | Brons        |
| ------------- | ------- | ---- | ----------- | ---- | ------------ | ---- | ------------ |
| Vedergewicht  | 95      | GBR  | J. Redgwick | AUS  | Michael Dow  | ARG  | Brandoni     |
| Lichtgewicht  |         | ARG  | Bartelli    | AUS  | Gary Hooper  | USA  | D. Kennedy   |
| Middengewicht | 170     | RSA  | B. Humble   | GBR  | T. Palmer    | GBR  | D. Pickering |
| Zwaargewicht  | 157.5   | ISR  | Dlugatch    | AUS  | Vic Renalson | GBR  | R. Rowe      |

Atletiek · Basketbal · Boogschieten · Dartchery · Gewichtheffen · Schermen · Snooker · Tafeltennis · Zwemmen
Tokio 1964 ·
Tel Aviv 1968 ·
Heidelberg 1972 ·
Toronto 1976 ·
Arnhem 1980 ·
New York & Stoke Mandeville 1984 ·
Seoel 1988 ·
Barcelona 1992